# Resolució 1495 del Consell de Seguretat de les Nacions Unides
La Resolució 1495 del Consell de Seguretat de les Nacions Unides, adoptada per unanimitat el 31 de juliol de 2003 després de reafirmar totes les resolucions anteriors del Sàhara Occidental, en particular la Resolució 1429 (2002) el consell va ampliar el mandat de la Missió de Nacions Unides pel Referèndum al Sàhara Occidental (MINURSO) per dos mesos fins al 31 d'octubre de 2003 i va donar suport al Pla Baker presentat per James Baker III, que era en aquest moment el Representant Especial del Sàhara Occidental del Secretari General Kofi Annan, com a substitució del Pla de Regularització de 1991. La resolució, adoptada després de canvis significatius al projecte original, va ser rebuda pel Front Polisario, que va donar suport al Pla Baker, però no per Marroc, el se'n va resistir.

## Resolució

### Observacions
El Consell de Seguretat es va preocupar per la manca de progrés cap a una solució política a la disputa entre el Marroc i el Front Polisario, que va continuar sent una font potencial d'inestabilitat per a la regió del Magrib. Va reafirmar el seu compromís d'ajudar les parts per aconseguir una solució duradora que proporcionarà l'autodeterminació del poble del Sàhara Occidental. Les parts van ser elogiades pel respecte de l'alto el foc i els esforços de la MINURSO també van ser elogiats.

### Actes
Actuant sota el Capítol VI de la Carta de les Nacions Unides, el Consell va donar suport al Pla Baker com la "solució política òptima" de la controvèrsia i va instar a ambdues parts a treballar per a l'acceptació i implementació del pla. A més, es va demanar a les parts i als estats de la regió que cooperessin amb el Secretari General i el seu enviat personal.
La resolució demana al Front Polisario que alliberi tots els presoners de guerra restants sota el dret internacional humanitari i que ambdues parts cooperin amb el Comitè Internacional de la Creu Roja per resoldre el problema de les persones que no es van comptabilitzar des del començament del conflicte. Es va instar les parts a implementar mesures de foment de la confiança amb l'Alt Comissionat de les Nacions Unides per als Refugiats (ACNUR) i smb la Comunitat internacional a recolzar l'ACNUR i el Programa Mundial d'Aliments per superar la deterioració de la situació alimentària entre els refugiats.
Finalment, es va demanar al Secretari General que realitzés una avaluació de la situació abans del 31 d'octubre de 2003.